# Équipe cycliste Uijeongbu
 (août 2022).
L'équipe cycliste Uijeongbu est une équipe cycliste sud-coréenne, ayant le statut d'équipe continentale.

## Classements UCI
L'équipe participe aux épreuves des circuits continentaux et en particulier de l'UCI Asia Tour. Les tableaux ci-dessous présentent les classements de l'équipe sur les différents circuits, ainsi que son meilleur coureur au classement individuel.
UCI Asia Tour
| UCI Asia Tour | UCI Asia Tour          | UCI Asia Tour                             | UCI Asia Tour |
| Année         | Classement par équipes | Meilleur coureur au classement individuel |               |
| ------------- | ---------------------- | ----------------------------------------- | ------------- |
| 2018          | 76e                    | -                                         |               |
| 2019          | 37e                    | -                                         |               |
| 2022          | 38e                    | Kim Unggyeom (195e)                       |               |
| 2023          | 39e                    | -                                         |               |
|               |                        |                                           |               |
| Source : UCI  |                        |                                           |               |

L'équipe est également classée au Classement mondial UCI qui prend en compte toutes les épreuves UCI et concerne toutes les équipes UCI.
| Classement mondial | Classement mondial     | Classement mondial                        | Classement mondial |
| Année              | Classement par équipes | Meilleur coureur au classement individuel |                    |
| ------------------ | ---------------------- | ----------------------------------------- | ------------------ |
| 2019               | 190e                   | -                                         |                    |
| 2022               | 196e                   | Kim Unggyeom (1970e)                      |                    |
| 2023               | 180e                   | Jiwon Hong (3285e)                        |                    |
|                    |                        |                                           |                    |
| Source : UCI       |                        |                                           |                    |

## Uijeongbu Cycling Team en 2022
| Cycliste       | Date de naissance | Nationalité  | Équipe 2021             |  |
| -------------- | ----------------- | ------------ | ----------------------- |  |
| Choi Taeho     | 10 septembre 1997 | Corée du Sud | Uijeongbu Cycling Team  |  |
| Jang Hun       | 30 avril 2000     | Corée du Sud | Uijeongbu Cycling Team  |  |
| Jung Mingyo    | 3 septembre 2002  | Corée du Sud | Uijeongbu Cycling Team  |  |
| Kim Donguk     | 23 janvier 1998   | Corée du Sud | Korail Cycling Team     |  |
| Kim Kihoon     | 5 mars 1998       | Corée du Sud | Seoul Cycling Team      |  |
| Kim Sangmin    | 20 décembre 2003  | Corée du Sud |                         |  |
| Kim Unggyeom   | 11 janvier 1996   | Corée du Sud | Uijeongbu Cycling Team  |  |
| Lee Hosam      | 12 septembre 2002 | Corée du Sud | Uijeongbu Cycling Team  |  |
| Park Kyeongmin | 15 juin 2000      | Corée du Sud | [Uijeongbu Cycling Team |  |
| Park Sang-hoon | 13 mars 1993      | Corée du Sud | Uijeongbu Cycling Team  |  |